# Србосјек
Србосјек је колоквијално име једне врсте ножа на хрватском језику којим су клани логораши хрватских концентрационих 
логора током Другог светског рата.
Горњи део овог ножа је био направљен у облику кожне рукавице обликоване тако да палац пролази кроз рупу а оштрица као да излази из руке. Оштрица-нож је била закривљена и дугачка на конкавној страни 12 cm. Нож је био причвршћен за овални бакарни тањир који је био причвршћен за дебели кожни омотач рукавице. На тај начин је рука оног ко користи овај нож била заштићена а брзина клања ножем повећана.
Таква врста ножа се користила за сечење ужади на сноповима пшенице а ножеве је производила немачка фабрика Gebrüder Gräfrath из Золингена пре и у току Другог светског рата под комерцијалним именом "Gräwiso".  Компанија Gebrüder Gräfrath је 1961. године постала део немачке компаније Hubertus Solingen.
Хрватске усташе су овим ножем клале логораше по логорима Независне Државе Хрватске током Другог светског рата а најчешће и најзлогласније у Јасеновачком логору. У истом Jасеновачком логору добио је усташку награду Петар Брзица, зато што је у току само једне ноћи, (између 29. и 30. августа 1942) преклао 1.360 српских вратова. Жртве клања овим ножем су били Срби, Муслимани, Јевреји и Роми које су усташе затворили због тога што су припадали "погрешном" народу или су били у партизанима или су на неки други начин били укључени у антифашистичке активности.
Један примерак тога ножа је нађен на брду Патрија а чува се у Музеју револуције на Мраковици. Други примерак овога ножа су партизани нашли код неког, заробљеног у Јасеновцу, усташког кољача.